# مجلس نمایندگان فلوریدا
مجلس نمایندگان فلوریدا (انگلیسی: Florida House of Representatives) مجلس سفلای قوه مقننه ایالتی ایالت فلوریدا است. مجلس سنای فلوریدا، مجلس اعلای این ایالت به‌حساب می‌آید. تعداد کرسی‌های این مجلس ۱۲۰ کرسی است. در انتخابات نوامبر ۲۰۱۸ جمهوری‌خواهان اکثریت‌شان را با ۷۳ کرسی حفظ کردند و دموکرات‌ها ۴۷ کرسی به‌دست آوردند.